# تجربة التعافي

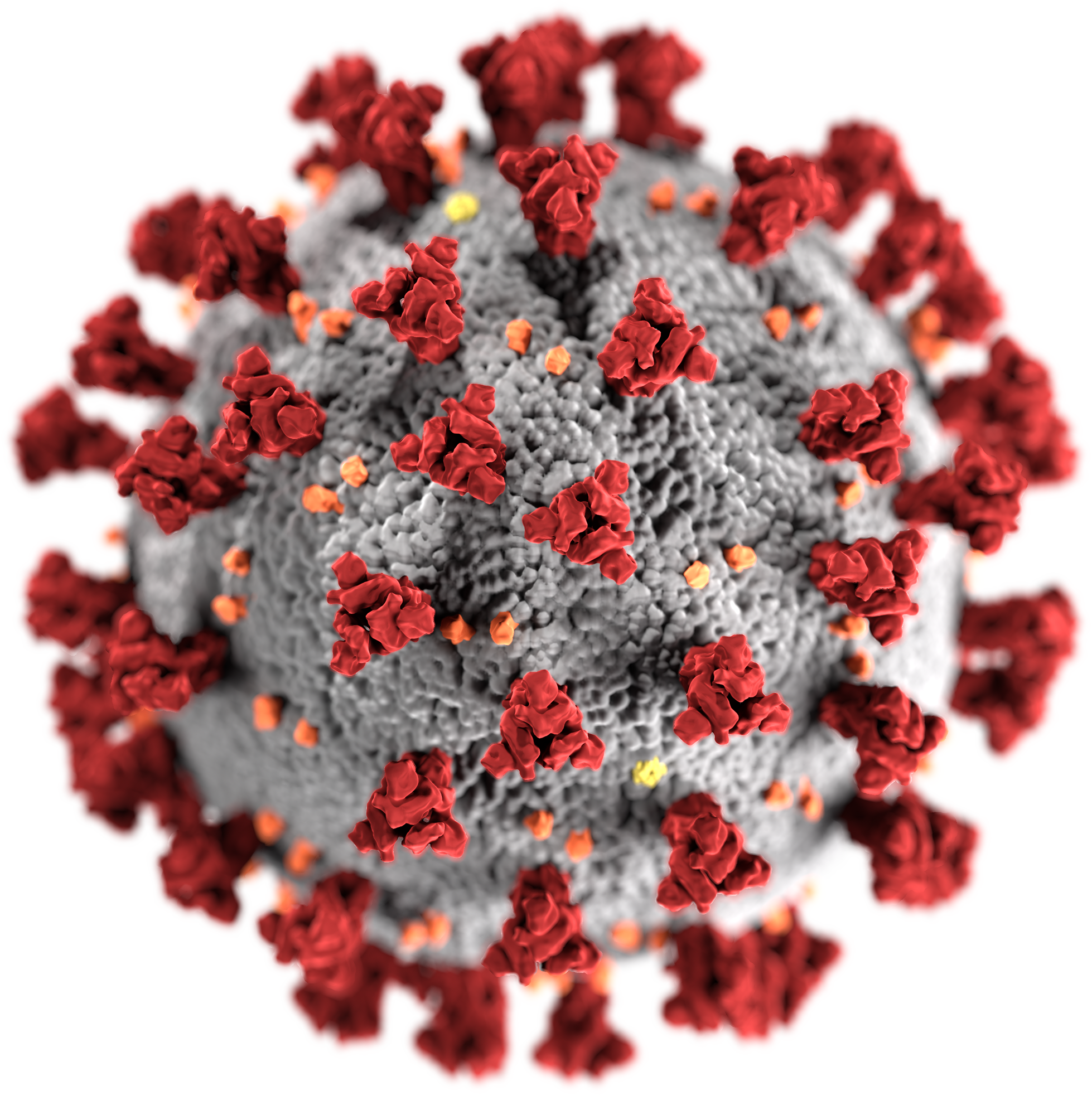

التقييم العشوائي لتجربة علاج كوفيد-19 (التعافي) هو تجربة سريرية ذات تسجيل كبير للعلاجات المحتملة التي تلقاها الأشخاص في المملكة المتحدة الذين أُدخلوا المشفى جراء عدوى شديدة بفيروس كورونا (كوفيد-19). اعتبارًا من 17 يونيو عام 2020، تضمنت التجربة ستة تداخلات مقترحة: خمسة عقاقير معاد استخدامها وبلازما النقاهة.

## العلاجات
خُصصت العلاجات التالية بشكل عشوائي للمصابين بعدوى كوفيد-19 الشديدة في المستشفى:
- عدم إعطاء علاجات إضافية (أي الاكتفاء برعاية المستشفى القياسية)
- لوبينافير-ريتونافير (أدوية فيروس العوز المناعي البشري)
- جرعة منخفضة من ديكساميثازون (وهو ستيرويد يحد من الالتهاب)
- هيدروكسي كلوروكوين (يستخدم لعلاج الملاريا والروماتزم)
- أزيثرومايسين (مضاد حيوي)
- توسيليزوماب (مضاد التهاب)
- بلازما الناقهين (بلازما الدم من الأشخاص الذين تعافوا من كوفيد-19 والتي قد تحتوي على أجسام مضادة لفيروس كورونا 2 المرتبط بالمتلازمة التنفسية الحادة الشديدة (سارس كوفيد-2)
- توقف استخدام لوبينافير-ريتونافير وهيدروكسي كلوروكوين على المصابين الجدد بعد أن ثبتت عدم فعاليتهم. خُصص إعطاء ديكساميثازون للمصابين للبالغين الجدد بعد النتائج الإيجابية.[5]

## التصميم
تجربة التعافي هي تجربة منضبطة معشاة وواسعة النطاق. عندما يُسجل الأشخاص الذين نُقلوا إلى المستشفى لإصابتهم بكوفيد-19 في تجربة، يتم اختيارهم عشوائيًا وتلقائيًا لتلقي واحد (أو لا شيء) من العلاجات التجريبية. الهدف الأساسي من التجربة هو «تقديم تقديرات موثوقة لتأثير علاجات الدراسة على جميع أسباب الوفيات بعد 28 يومًا من الاختيار العشوائي الأول». إنها دراسة «مفتوحة التسمية»: يعرف كل من الأشخاص الذين يتلقون العلاج والأطباء المعالجين العلاج الذي يُعطى.
تعد تجربة سريرية تكيفية متعددة الأذرع. يمكن إضافة علاجات جديدة إلى التجربة أثناء تقدمها، وتقتصر «أذرع» العلاج الأخرى على المسجلين الجدد عندما يتم إنتاج النتائج.
طُور بروتوكول التجربة لتقليل العبء على موظفي المستشفى الذين كانوا يواجهون في ذلك الوقت (مارس 2020) احتمال حدوث أعداد هائلة من حالات كوفيد-19.

## العمليات
تُدار التجربة من قبل أقسام نوفيلد للصحة السكانية والطب بجامعة أكسفورد، ويقودها البروفيسور بيتر هوربي. تضم عدة آلاف من المهنيين الصحيين في 175 مشفى تابع لهيئة الخدمات الصحية الوطنية في المملكة المتحدة.
بدأت التجربة في مارس عام 2020 بمدتها المقدرة حتى يونيو عام 2021. اعتبارًا من يونيو عام 2020، سجلت التجربة أكثر من 11800 مصاب بكوفيد-19 جميعهم دخلوا المستشفيات في المملكة المتحدة.

## النتائج

### هيدروكسي كلوروكوين
في 5 يونيو عام 2020، أظهرت التجربة عدم وجود فائدة سريرية من استخدام هيدروكسي كلوروكوين على الأشخاص الذين نُقلوا إلى المستشفى لإصابتهم بكوفيد-19. شهد المرضى الذين عولجوا بهيدروكسي كلوروكوين نسبة 25.7% من الوفيات خلال 28 يومًا مقارنةً بـ 23.5% من الوفيات خلال 28 يومًا بين الذين خضعوا للرعاية القياسية. أظهرت التجربة أيضًا ارتباط هيدروكسي كلوروكوين بطول الإقامة في المستشفى والحاجة إلى التهوية الباضعة، لكنه لم يرتبط بحدوث اضطرابات نظم قلبية. النتائج متاحة على موقع medRxiv.

### ديكساميثازون
في 22 يونيو عام 2020، نُشرت النتائج الأولية في طبعة أولية أظهرت أن العلاج بجرعة منخفضة من الديكساميثازون قلل من معدل الوفيات بمقدار الثلث بين الأشخاص في المستشفيات الذين احتاجوا إلى أجهزة التنفس الاصطناعي بسبب عدوى كوفيد-19 الشديدة، وبمقدار الخمس بين الأشخاص الذين عولجوا بالأكسجين. لم تكن هناك فائدة (مع إمكانية حدوث ضرر) لدى الأشخاص الذين لم يحتاجوا إلى الأكسجين. نُشر التقرير الأولي لاحقًا في مجلة نيو إنغلاند جورنال أوف ميديسين.

## التأثيرات
- قبل ذلك بستة أيام، أُعلن عن هذه النتائج في بيان صحفي. أُصدر تنبيه علاجي في المملكة المتحدة في نفس اليوم، وأوصى جميع كبار المسؤولين الطبيين في المملكة المتحدة بشكل استثنائي بإجراء تغيير فوري للممارسة السريرية على مستوى المملكة المتحدة، قبل نشر أي ورقة نهائية.
- ارتفع الطلب على الديكساميثازون بعد نشر الطبعة الأولية.
- بناءً على النتائج الأولية غير المنشورة لتجربة التعافي، أوصت لائحة إرشادات علاج كوفيد-19 الخاصة بمعاهد الصحة الوطنية الأمريكية بإعطاء الديكساميثازون لمرضى كوفيد-19 الذين يخضعون للتهوية الميكانيكية أو أولئك الذين يحتاجون إلى العلاج بالأكسجين، وأوصت بعدم إعطاء الديكساميثازون لمن لا يحتاجون إلى العلاج بالأكسجين.[9]

### قيود نتائج الديكساميثازون
لاحظ جون فليتشر، محرر الأبحاث في المجلة الطبية البريطانية، أن هناك «قيود وأمور تدعو للقلق» في نتائج الديكساميثازون.
كان نحو ثلث المرضى في التجربة ما يزالوا في المستشفى في نهاية الفترة التجريبية التي استمرت 28 يومًا، أي أن نتائجهم النهائية غير معروفة.
كونه دواء مثبط للمناعة، هناك مخاوف من أن الديكساميثازون قد يزيد المرض سوءًا، ويطيل من فترة العدوى لدى المرضى الذين لم يظهروا رد فعل مناعي ولم يحدث لديهم الالتهاب. 
حذر مؤلفو الطبعة الأولية من أن «النتائج تتفق مع الضرر المحتمل» بين المرضى الذين لم يحتاجوا إلى العلاج بالأكسجين في وقت التسجيل. أظهرت التجربة زيادة بنسبة 22% في معدل الوفيات بين هؤلاء المرضى، رغم أن هذه الملاحظة قد تكون محض صدفة.
ردًا على المنشور، شددت منظمة الصحة العالمية على أنه لا ينبغي استخدام الديكساميثازون إلا من قبل المرضى الذين يعانون من مرض شديد أو خطير، تحت مراقبة سريرية دقيقة، مشيرةً إلى أنه «لا يوجد دليل على أن هذا الدواء فعال لدى المرضى الذين يعانون من مرض خفيف أو كإجراء وقائي، وقد يسبب أضرارًا».

#### لوبينافير-ريتونافير
في 29 يونيو عام 2020، أفاد رئيس الباحثين في التجربة بعدم وجود فائدة سريرية من استخدام لوبينافير-ريتونافير على 1596 شخصًا نُقلوا إلى المستشفى لإصابتهم بعدوى كوفيد-19 الشديدة على مدار 28 يومًا من العلاج. اعتبارًا من يوليو عام 2020، لم يتم نشر النتائج.